# Camac Pneus
CAMAC Pneus (CNB/CAMAC – Companhia Nacional de Borrachas, S.A.) é uma indústria portuguesa fabricante de pneus.
A empresa foi fundada em 1967, no concelho de Santo Tirso. A CAMAC é a única fabricante portuguesa de pneus.
Inicialmente, a CAMAC produzia apenas pneus de automóvel, tendo alargado essa produção a pneus de todo-o-terreno, comerciais, agrícolas, pesados e industriais.
Em 1986 surge o Departamento de Competição CAMAC, que começou a aparecer em todos os eventos importantes do desporto automóvel. A CAMAC rivalizava com as “gigantes” marcas nas provas de velocidade, ralis e todo terreno e adquiriu nesse período muita da notoriedade que subsiste hoje em dia.